# Saint-Julien-du-Gua
Saint-Julien-du-Gua település Franciaországban, Ardèche megyében. Lakosainak száma 169 fő (2022. január 1.). Saint-Julien-du-Gua Ajoux, Genestelle, Gourdon, Issamoulenc, Marcols-les-Eaux és Saint-Joseph-des-Bancs községekkel határos.

## Népesség
A település népessége az elmúlt években az alábbi módon változott:
| Lakosok száma | 316  | 216  | 187  | 180  | 168  | 186  | 190  | 175  | 169  | 169  |
|               | 1968 | 1982 | 1990 | 2006 | 2013 | 2015 | 2017 | 2019 | 2020 | 2022 |